# Wimal Weerawansa

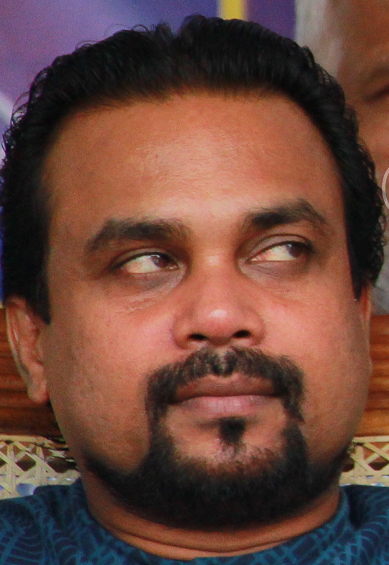
Wimal Weerawansa

Wimal Weerawansa (* in Kalutara) ist ein Politiker aus Sri Lanka. Er ist der Führer der National Freedom Front und ehemaliger Wohnungsbauminister.
In der Folge von Differenzen zwischen der UNO und der Regierung von Sri Lanka um die Einrichtung einer Untersuchungskommission für die Menschenrechtsverletzungen im Bürgerkrieg in Sri Lanka mobilisierte er Hundertschaften seiner Anhänger, die seit Anfang Juli 2010 die UN-Büros in der Hauptstadt Colombo blockieren. Danach trat er in einen Hungerstreik, den er nach eigener Aussage erst beenden wollte, bis die UNO Zusicherungen abgibt, dass die Soldaten und politischen Führer, die Sri Lanka Frieden brachten, nicht als Kriminelle hingestellt werden. Am 9. Juli 2010 erklärte er seinen Rücktritt als Wohnungsbauminister.